# Menzel Ennour
Menzel Ennour o Menzel En-Nour (àrab: منزل النور, Manzil an-Nūr), abans anomenat Damous (àrab: الداموس, ad-Dāmūs), és una vila del Sahel tunisià, a la governació de Monastir. Constitueix una municipalitat amb 11.772 habitants el 2014.

## Administració
Forma una municipalitat o baladiyya, amb codi geogràfic 32 23 (ISO 3166-2:TN-12).
Al mateix temps, constitueix un sector o imada, amb codi geogràfic 32 57 54, dins de la delegació o mutamadiyya de Bembla (32 57).